# Meropi Panagiotou
Meropi Panagiotou (* 1. Dezember 1994) ist eine zyprische Leichtathletin, die im Mittel- und Langstreckenlauf an den Start geht.

## Sportliche Laufbahn
Erste internationale Erfahrungen sammelte Meropi Panagiotou im Jahr 2009, als sie bei den Spielen der kleinen Staaten von Europa (GSSE) in Nikosia in 4:44,48 min die Bronzemedaille im 1500-Meter-Lauf hinter ihrer Landsfrau Stella Christoforou und Martine Mellina aus Luxemburg gewann. Zwei Jahre später siegte sie in 4:36,91 min bei den GSSE in Schaan über 1500 m sowie in 2:10,52 min auch im 800-Meter-Lauf. Anschließend gewann sie beim Europäischen Olympischen Jugendfestival (EYOF) in Trabzon in 4:29,13 min die Bronzemedaille über 1500 m und belegte in 2:09,10 min den fünften Platz über 800 m. Daraufhin schied sie bei den Commonwealth Youth Games in Douglas mit 2:23,07 min im Vorlauf über 800 m aus und gewann in 4:47,47 min die Bronzemedaille über 1500 m. 2012 schied sie bei den Juniorenweltmeisterschaften in Barcelona mit 4:25,15 min im Vorlauf über 1500 m aus und 2015 erreichte sie bei den U23-Europameisterschaften in Tallinn nach 16:31,78 min Rang 15 im 5000-Meter-Lauf. 2017 gewann sie bei den GSSE in Serravalle in 17:15,73 min die Silbermedaille über 5000 m hinter der Montenegrinerin Slađana Perunović und im Jahr darauf wurde sie bei den Mittelmeerspielen in Tarragona in 17:05,56 min Achte. Anschließend belegte sie bei den Balkan-Meisterschaften in Stara Sagora in 4:27,59 min den fünften Platz über 1500 m. 2019 gewann sie bei den GSSE in Bar in 16:59,43 min die Silbermedaille über 5000 m hinter der Malteserin Lisa Bezzina und in 4:31,45 min belegte sie den vierten Platz über 1500 m. Anschließend klassierte sie sich bei den Balkan-Meisterschaften in Prawez mit 17:16,92 min auf dem vierten Platz, wie auch bei den Balkan-Meisterschaften 2021 in Smederevo in 16:09,90 min.
In den Jahren 2011 und 2021 wurde Panagiotou zyprische Meisterin im 1500-Meter-Lauf sowie 2011 auch über 800 m. Zudem siegte sie von 2016 bis 2019 sowie 2021 über 5000 m.

## Persönliche Bestleistungen
- 800 Meter: 2:09,10 min, 28. Juli 2011 in Trabzon
  - 800 Meter (Halle): 2:13,82 min, 26. Januar 2013 in Bloomington
- 1500 Meter: 4:20,35 min, 28. Mai 2015 in Jacksonville
  - 1500 Meter (Halle): 4:28,64 min, 21. Februar 2012 in Athen
- Meile: 4:53,80 min, 3. Mai 2014 in Starkville (zyprischer Rekord)
  - Meile (Halle): 4:43,17 min, 26. Februar 2016 in Fayetteville (zyprischer Rekord)
- 3000 Meter: 9:29,48 min, 10. August 2019 in Varaždin
  - 3000 Meter (Halle): 9:40,52 min, 18. Januar 2014 in Birmingham (zyprischer Rekord)
- 5000 Meter: 16:09,90 min, 27. Juni 2021 in Smederevo (zyprischer Rekord)